# 酒井健太
酒井 健太（さかい けんた、1983年〈昭和58年〉10月29日 - ）は、日本のお笑い芸人。お笑いコンビアルコ&ピースのツッコミ（ネタによってはボケ）担当、立ち位置は向かって右。
神奈川県川崎市出身。身長170 cm、体重68 kg。血液型B型。太田プロダクション所属。

## 経歴
以前はトリオ『ホトトギス』（2005年結成）、解散後は『SOSSHO酒井』名義でピン芸人として活動もしていた。なお、命名したのはかつて同じ事務所だったもっち（元有刺鉄線）。
自身がアシスタントとして出演している『有吉弘行のSUNDAY NIGHT DREAMER』（JFN）にて有吉の薦めにより、関太（タイムマシーン3号）と共に組んだYouTuberユニット『YouTube集団男トス』のメンバーとして、2020年5月にYouTuberデビューした。
2021年10月末、NEWSポストセブンにて前述のレギュラーラジオ番組『まだ帰りたくない大人たちへ チョコレートナナナナイト!』（SBSラジオ）で共演していたアナウンサーの矢端名結との婚約が報じられ、同年11月2日の同番組にて酒井と矢端の口から現在婚約中である旨を発表。その後、同年11月12日に入籍したことを自身と矢端のInstagramを通して報告した。
2022年5月28日、第1子女児の誕生をアシスタントとして出演した『有吉弘行のSUNDAY NIGHT DREAMER』（JFN）の番組内で報告した。
2023年12月28日、第2子が誕生。

## 人物・エピソード
- テレビ番組の雛壇では喋れず苦笑いしていることが多い反面、自身がメインとして出演しているコーナーや番組では大暴れする内弁慶であり[11]、『まだ帰りたくない大人たちへ チョコレートナナナナイト!』（SBSラジオ）では「国王」、『OH!舞DA PUMP!!』（dTVチャンネル）では「カイザー」、『ラヴィット!』（TBSテレビ）でのコンビメインのコーナー「アルコ&ピースのオフロシュラン」では「巨匠サカイ」とそれぞれ呼ばれている[12]。
- ピン時代、事務所ライブのホップ、ステップ、ジャンプをそれぞれ1位通過した。
- 野田クリスタル（マヂカルラブリー）やモダンタイムスによると、当時の地下ライブシーンで酒井は「天才」「1人だけ飛び抜けてる」と周囲から一目置かれていた存在であり[13]、野田はピン時代の酒井にコンビ結成を持ちかけたものの酒井が断ったため実現しなかった[14]。
- 特技はサッカーで、中学生時代には川崎市選抜のチームのメンバーに選ばれたことがある[15]。
- 『志村けんのだいじょうぶだぁ』（フジテレビ）に影響を受けている[15]。
- 太田プロに移籍したきっかけは、酒井が所属している土田晃之主催のフットサル。移籍先を選ぶ際、人見知りの酒井が仲良くできるところだったら間違いない、と平子が決めた[16]。
- 酒井を中心に太田プロの若手芸人が集まり「酒井軍団」を結成している。メンバーはストレッチーズ高木、ぐりんぴーす落合、コンピューター宇宙はっしーはっぴー等。
- Dragon Ash、R-指定、キングギドラなど、ロック、ヒップホップを好んでおり、『フリースタイルダンジョン』（テレビ朝日）の観覧にも参加している[17]。その後も『超ハマる!爆笑キャラパレード』（フジテレビ）のMCバトル大会で優勝する、自身のレギュラー番組『きみだけTV』（日本海テレビ）では「m.c.K・TのFREESTYLE相談室」というレギュラーコーナーを持つなどラッパーとしての活動が目立ってきており、2017年2月にはMCバトル大会『戦極 MCBATTLE』に、母方の姓である「菊田健太」名義で出場した[18]。
- 乃木坂46のファンで、推しメンバーは樋口日奈[19]。

## 出演
コンビでの出演についてはアルコ&ピースを参照。

### バラエティ
- 月刊ゴールキーパー〜Jリーグスーパープレイ〜（2021年9月25日、BS日テレ）- MC[20]
- 叫叫男子〜金曜深夜のホラーゲーム〜（2024年10月5日 - 2025年3月22日、テレビ朝日） - MC

### ラジオ
現在のレギュラー
- 83Lightning Catapult（2021年10月4日 - 、Spotify） - パーソナリティ
- 日曜ヒマするあなたに送る ヌンヌンヌーン!（2022年4月3日 - 、SBSラジオ） - パーソナリティ[21]
- 沈黙の金曜日（2025年4月4日 - 、FM-FUJI） - パーソナリティ[注 1]

過去のレギュラー
- まだ帰りたくない大人たちへ チョコレートナナナナイト!（2019年4月2日 - 2022年3月27日、SBSラジオ） - パーソナリティ

その他
- アルコ&ピース酒井健太と日向坂46影山優佳のあなたの地域にゲーゲンプレス!!（2021年12月30日、TBSラジオ）[22]
- こねくと（2025年4月24日、TBSラジオ）- 土屋礼央の代理

### ネット番組
レギュラー
- ミクチャ ShowTime（2021年3月 - 、ミクチャ） - MC
- 狩野英孝のクリティカノヒット（2021年11月 - 、YouTube スクウェア・エニックス）
- 教科書にはのっていない〇〇のこと（2024年12月13日 - 、テレビ東京制作、ネットもテレ東・TVer配信） - 鈴木福と共にMC

過去のレギュラー
- OH!舞DA PUMP!!（2018年11月4日 - 2021年11月14日、dTVチャンネル）- MC（カイザー）
  - OH!舞DA PUMP!! エボリューション（2022年1月16日 - 12月、ひかりTV）- MC（カイザー）

特別番組
- 映画「銀魂」生トーク番組配信（2017年7月14日、Twitter） - MC
- ABEMA PPV ONLINE LIVE「廻しの天才」（2022年2月20日、ABEMA）- [23]

### テレビドラマ
- 今日から俺は!! 第9話（2018年12月9日、日本テレビ）- ニセ伊藤 役[24][注 2]
- この恋あたためますか 第4話（2020年11月10日、TBSテレビ）- 警備員 役
- サ道2021 第9話（2021年9月4日、テレビ東京）- アダチの同僚 役
- 妻、小学生になる。 第7話（2022年3月4日、TBSテレビ） - 参拝客
- シガテラ 第8話（2023年5月26日、テレビ東京）- 弁当屋の先輩店員 新林 役

### 映画
- 銀魂（2017年）
- 斉木楠雄のψ難（2017年）
- スマホを落としただけなのに（2018年）- 大野俊也 役[26]
- TOKYO TELEWORK FILM（2020年）

### CM
- スポーツインターネットメディアアプリ『スポーツブル』香川真司編、中田翔編（2017年）- ナレーション
- コカ･コーラシステム「こだわりレモンサワー檸檬堂シリーズ」（2024年） [27]

### イベント
- 公開特訓! 菊田健太、最強フリースタイル・ラッパーへの道（本屋B&B、2017年3月5日）